# 塚田浩二
塚田 浩二（つかだ こうじ、1977年 - ）は、日本の情報工学者、公立はこだて未来大学准教授。2012年に「人の発話を遠隔から阻害する装置「SpeechJammer」で」）栗原一貴とともにイグノーベル賞「音響学賞」を受賞した。

## 経歴
2000年に慶應義塾大学環境情報学部を卒業後、慶應義塾大学大学院政策・メディア研究科博士課程に学び、2005年に「ユビキタス環境に適した次世代インタフェースの研究」で博士（政策・メディア）を取得。
2005年4月に独立行政法人産業技術総合研究所研究員、2008年3月にお茶の水女子大学特任助教となり、2010年10月には科学技術振興機構さきがけ研究員兼任（2012年3月まではお茶の水女子大学と兼任）となった。2013年4月、公立はこだて未来大学准教授となった。

## 研究
日常の生活環境の中で用いられるユーザ・インタフェース（「日用品インタフェース」）、ミドルウェアの開発に取り組んでおり、社会参加型の研究スタイルを目指すとしている。

### スピーチ・ジャマー
イグ・ノーベル賞の受賞対象となった「SpeechJammer（スピーチ・ジャマー）」は、おしゃべりな人の音声を、1秒未満の遅れを加えてそのままスピーカーを通して返し、「おしゃべりを邪魔する仕組み」である。